# Paul Vermeulen
Pour les articles homonymes, voir Vermeulen.
Paul Vermeulen, né le 8 janvier 1938 à Aire-sur-la-Lys (Pas-de-Calais) et mort le 22 mai 2024 à Beuvry (Pas-de-Calais), est un coureur cycliste français, professionnel de 1964 à 1966.

## Palmarès
- 1957
  - 2e du Grand Prix des Flandres françaises
- 1959
  - 2e de Paris-Forges-les-Eaux
  - 3e de Paris-Vailly
- 1968
  - Trois Jours de Marck
  - 2e du Grand Prix des Flandres françaises

## Résultats sur les grands tours

### Tour de France
1 participation
- 1964 : 29e